# Piano no Mori
Piano no Mori: The Perfect World of Kai (ピアノの森 -The perfect world of KAI-) é um mangá escrito por Makoto Isshiki, que conta a história de Shuhei Amamiya, transferido para a escola elemental Moriwaki e cheio de ambição e esperança quanto à sua nova vida. Mas ele não demora a ser pego pelos valentões da classe, e é desafiado a tocar um piano na floresta, onde encontra uma criança misteriosa chamada Kai Ichinose, que parece ser a única pessoa capaz de extrair algum som do piano quebrado. Sua habilidade faz com que ganhe o respeito de Shuhei e de seu professor de música, o velho mestre pianista Sosuke Ajino. De início Kai não aceita aprimorar sua arte, mas depois de ouvir Sosuke tocando um pedaço de Chopin, que parece não saber tocar, ele cede.
A história foi publicada pela Kodansha desde 1998, inicialmente na Young Magazine Uppers antes de ser transferido para a Weekly Morning. A publicação é irregular, e houve uma pausa em 2002, retomando em 2006. Os capítulos em série foram reunidos em 16 volumes tankoubon até agora.
A série foi adaptada em 2007 por Masayuki Kojima para um filme produzido pela Madhouse. O filme foi estrelado pelo renomado pianista Vladimir Ashkenazy.

## Desenvolvimento
Makoto Isshiki obteve sua inspiração para escrever Piano no Mori a partir de um documentário que mostra Stanislav Bunin ganhando a Competição Internacional de Piano Frédéric Chopin em 1985.

### Mangá
| N.º | Data de lançamento japonês | ISBN japonês                             |
| --- | -------------------------- | ---------------------------------------- |
| 01  | 6 de agosto de 1999        | 978-4-06-346030-8                        |
| 02  | 6 de agosto de 1999        | 978-4-06-346031-5                        |
| 03  | 8 de outubro de 1999       | 978-4-06-346040-7                        |
| 04  | 7 de abril de 2000         | 978-4-06-346056-8                        |
| 05  | 7 de agosto de 2000        | 978-4-06-346067-4                        |
| 06  | 7 de março de 2001         | 978-4-06-346097-1                        |
| 07  | 7 de setembro de 2001      | 978-4-06-346118-3                        |
| 08  | 17 de maio de 2002         | 978-4-06-346142-8                        |
| 09  | 8 de novembro de 2002      | 978-4-06-346169-5                        |
| 10  | 22 de julho de 2005        | 978-4-06-372449-3                        |
| 11  | 22 de dezembro de 2005     | 978-4-06-372483-7                        |
| 12  | 21 de abril de 2006        | 978-4-06-372509-4                        |
| 13  | 22 de dezembro de 2006     | 978-4-06-372554-4                        |
| 14  | 22 de junho de 2007        | 978-4-06-372610-7 978-4-06-364699-3 (EL) |
| 15  | 23 de maio de 2008         | 978-4-06-372675-6 978-4-06-362113-6 (EL) |
| 16  | 21 de agosto de 2009       | 978-4-06-372752-4                        |

## Prêmios
Piano no Mori recebeu o prêmio de melhor mangá no Japan Media Arts Festival de 2008.
O filme ficou em 9º lugar nas bilheterias japonesas na semana em que foi lançado. No final do ano, faturou o equivalente a US$1,555,297, ocupando a 119ª posição no ranking de bilheteria japonesa.